# Lysandra posticoobsoleta
Lysandra posticoobsoleta är en fjärilsart som beskrevs av Tutt 1910. Lysandra posticoobsoleta ingår i släktet Lysandra och familjen juvelvingar. Inga underarter finns listade i Catalogue of Life.